# Леса Северных Кордильер
Леса́ Се́верных Кордилье́р (англ. Northern Cordillera forests) — североамериканский континентальный экологический регион тайги, выделяемый Всемирным фондом дикой природы.

## Расположение
Леса Северных Кордильер находятся на севере Британской Колумбии, юго-востоке Юкона и на крайнем юго-западе Северо-Западных территорий.